# Голубе Озеро (заказник)
Голубе́ О́зеро — гідрологічний заказник місцевого значення в Україні. Об'єкт природно-заповідного фонду Хмельницької області.
Розташований у межах Крупецької сільської громади Шепетівського району Хмельницької області, на південь від села Стригани.
Площа 28,5 га. Статус присвоєно згідно з рішенням обласної ради народних депутатів від 17.12.1993 року № 3. Перебуває у віданні ДП «Славутський лісгосп» (Стриганське л-во, кв. 4, вид. 2, кв. 5 вид. 5).
Статус присвоєно для збереження каскаду мальовничих лісових озер, що утворились на місці колишніх торфорозробок (див. також Голубі озера).